# Vorlahm
Vorlahm ist ein Gemeindeteil der Gemeinde Eckersdorf im Landkreis Bayreuth (Oberfranken, Bayern). Vorlahm liegt in der Gemarkung Busbach.

## Geografie
Einen halben Kilometer westlich des Weilers befindet sich die Anhöhe Burgstall (ca. 535 m ü. NHN). Eine Anliegerweg führt zur Bundesstraße 22 (0,8 km nördlich), die nach Busbach (0,5 km nordwestlich) bzw. nach Eschen (2,6 km nordöstlich) verläuft.

## Geschichte
1360 wurde der Ort erstmals als „Vorlauben“ urkundlich erwähnt, 1398 als „Vorlawbe“, 1414 „Vorlauben“, 1421/24 „Vorlawben“, 1520 „Vorlach“, 1533 „Vorlaub“, erst ab 1662 „Vorlahm“. Der Ortsname bedeutet „Vor dem Laubwald“, was im Einklang mit den geografischen Objekten der unmittelbaren Umgebung steht (der Wald Hohen-Buche, die Flur Lindig, der Eichberg, der Eschenbach, das Dorf Eschen). Vorlahm ist möglicherweise eine Ausgründung des nahe gelegenen Lahm. Gemäß mündlicher Überlieferung soll Vorlahm einige Jahrhunderte aus einem einzigen Hof mit 700 Tagewerk Land bestanden haben.
Gegen Ende des 18. Jahrhunderts bestand Vorlahm aus sechs Anwesen (4 Halbhöfe, 2 Sölden). Die Hochgerichtsbarkeit stand dem bayreuthischen Stadtvogteiamt Bayreuth zu. Die Dorf- und Gemeindeherrschaft sowie die Grundherrschaft hatte das Hofkastenamt Bayreuth.
Von 1797 bis 1810 unterstand der Ort dem Justiz- und Kammeramt Bayreuth. Mit dem Gemeindeedikt wurde Vorlahm dem 1812 gebildeten Steuerdistrikt Busbach zugewiesen. Zugleich entstand die Ruralgemeinde Vorlahm, die aber bereits mit dem Gemeindeedikt von 1818 in die Ruralgemeinde Busbach eingegliedert wurde. Am 1. Mai 1978 wurde diese im Zuge der Gebietsreform in Bayern in die Gemeinde Eckersdorf eingegliedert.

## Einwohnerentwicklung
| Jahr      | 001819 | 001822 | 001861 | 001871 | 001885 | 001900 | 001925 | 001950 | 001961 | 001970 | 001987 | 002016 | 002021 |
| Einwohner | 36     | 22     | 33     | 47     | 43     | 39     | 32     | 26     | 22     | 17     | 15     | 15     | 13     |
| Häuser    |        | 5      |        |        | 6      | 5      | 5      | 4      | 4      |        | 5      |        |        |
| Quelle    | [ 11 ] | [ 8 ]  | [ 12 ] | [ 13 ] | [ 14 ] | [ 15 ] | [ 16 ] | [ 17 ] | [ 18 ] | [ 19 ] | [ 20 ] |        | [ 1 ]  |

## Religion
Vorlahm ist seit der Reformation evangelisch-lutherisch geprägt und nach St. Peter und Paul (Busbach) gepfarrt.